# Episodi de Il mio amico fantasma
La prima e unica stagione della serie televisiva Il mio amico fantasma, composta da 26 episodi, viene trasmessa sul canale britannico ITV dal 21 settembre 1969 al 28 marzo 1970. In Italia è stata trasmessa sul Secondo programma (cioè Rai 2) dal 13 luglio 1971.
| n° | Titolo originale                            | Titolo italiano                  | Prima TV Regno Unito | Prima TV Italia |
| -- | ------------------------------------------- | -------------------------------- | -------------------- | --------------- |
| 1  | My Late Lamented Friend and Partner         | Morte di Hopkirk                 | 21 settembre 1969    | 13 luglio 1971  |
| 2  | A Disturbing Case                           | Un caso clinico                  | 28 settembre 1969    | 1971            |
| 3  | All Work and no Pay                         | Tanto lavoro e niente soldi      | 5 ottobre 1969       | 1971            |
| 4  | Never Trust a Ghost                         | Mai fidarsi dei fantasmi         | 12 ottobre 1969      | 1971            |
| 5  | That's How Murder Snowballs                 | Morte dietro le quinte           | 19 ottobre 1969      | 1971            |
| 6  | Just for the Record                         | Per la patria                    | 26 ottobre 1969      | 1971            |
| 7  | Murder Ain't What it Used to Be!            | Il ritorno del gangster          | 2 novembre 1969      | 1971            |
| 8  | Whoever Heard of a Ghost Dying?             | Uno strano malessere             | 9 novembre 1969      | 1971            |
| 9  | The House on Haunted Hill                   | La casa della paura              | 16 novembre 1969     | 1971            |
| 10 | When did You Start to Stop Seeing Things?   | Lo psicanalista vede doppio      | 23 novembre 1969     | 1971            |
| 11 | The Ghost who Saved the Bank at Monte Carlo | Roulette che passione            | 30 novembre 1969     | 1971            |
| 12 | For the Girl who Has Everything             | L'armadio del fantasma           | 7 dicembre 1969      | 1971            |
| 13 | But What a Sweet Little Room                | Una camera a sorpresa            | 14 dicembre 1969     | 1971            |
| 14 | Who Killed Cock Robin?                      | Chi ha ucciso gli uccellini?     | 21 dicembre 1969     | 1971            |
| 15 | The Man from Nowhere                        | Il ritorno dell'aldilà           | 28 dicembre 1969     | 1971            |
| 16 | When the Spirit Moves You                   | Spirito o whysky?                | 2 gennaio 1970       | 1971            |
| 17 | Somebody Just Walked Over My Grave          | Qualcuno cammina sulla mia tomba | 9 gennaio 1970       | 1971            |
| 18 | Could You Recognise the Man Again?          | L'identificazione                | 16 gennaio 1970      | 1971            |
| 19 | A Sentimental Journey                       | Un arbitro neutrale              | 23 gennaio 1970      | 1971            |
| 20 | Money to Burn                               | Denaro da bruciare               | 30 gennaio 1970      | 1971            |
| 21 | The Ghost Talks                             | Una lunga lunga storia           | 6 febbraio 1970      | 1971            |
| 22 | It's Supposed to be Thicker than Water      | Un'eredità pesante               | 13 febbraio 1970     | 1971            |
| 23 | The Trouble with Women                      | Guai con le donne                | 20 febbraio 1970     | 1971            |
| 24 | Vendetta for a Dead Man                     | Una vendetta mancata             | 27 febbraio 1970     | 1971            |
| 25 | You Can Always Find a Fall Guy              | La suora                         | 6 marzo 1970         | 1971            |
| 26 | The Smile Behind the Veil                   | L'eredità                        | 13 marzo 1970        | 1971            |

## Morte di Hopkirk
- Titolo originale: My Late Lamented Friend and Partner
- Diretto da: Cyril Frankel
- Scritto da: Ralph Smart

### Trama
L'investigatore privato Marty Hopkirk viene ucciso dal marito di una sua cliente, ma torna come fantasma per aiutare il suo socio in affari Jeff Randall ad assicurare alla giustizia l'uomo responsabile del suo omicidio.

## Un caso clinico
- Titolo originale: A Disturbing Case
- Diretto da: Ray Austin
- Scritto da: Mike Pratt e Ian Wilson

### Trama
Preoccupata per la salute mentale di Jeff, Jeannie manda Jeff dal dottor Conrad alla Lambert Clinic dove si scopre che è la mente di una serie di rapine usando la suggestione ipnotica, costringendo Marty a cercare un modo per spezzare Jeff dal suo controllo.

## Tanto lavoro e niente soldi
- Titolo originale: All Work and No Pay
- Diretto da: Jeremy Summers
- Scritto da: Donald James

### Trama
Due fratelli truffatori che affermano di essere spiritualisti cercano di convincere Jeannie che Marty la sta perseguitando come un poltergeist usando apparecchiature elettroniche.

## Mai fidarsi dei fantasmi
- Titolo originale: Never Trust a Ghost
- Diretto da: Leslie Norman
- Scritto da: Tony Williamson

### Trama
Due criminali uccidono un alto funzionario dei servizi segreti britannici e sua moglie facendoli passare per impostori nella loro stessa casa per rubare documenti importanti.

## Morte dietro le quinte
- Titolo originale: That's How Murder Snowballs
- Diretto da: Paul Dickson
- Scritto da: Ray Austin

### Trama
Quando un attore teatrale viene ucciso durante uno dei suoi spettacoli con una pistola da scena, Jeff si unisce al teatro come lettore mentale per indagare sul suo omicidio e dare la caccia all'assassino.

## Per la patria
- Titolo originale: Just for the Record
- Diretto da: Jeremy Summers
- Scritto da: Donald James

### Trama
Jeff funge da guardia del corpo di una reginetta di bellezza, che vuole visitare l'ufficio dei registri pubblici. Un Marty incuriosito osserva mentre un paio di occhiali speciali per disattivare l'allarme e in seguito un file viene rubato da uno sconosciuto.

## Il ritorno del gangster
- Titolo originale: Murder Ain't What it Used to Be!
- Diretto da: Jeremy Summers
- Scritto da: Tony Williamson

### Trama
Un noto boss della mafia americana si reca a Londra per affari e assume Randall per prendersi cura di sua figlia. Tuttavia il suo passato malvagio e la sua persecuzione da parte del gangster di Chicago degli anni '20 Bugsy lo raggiungono.

## Uno strano malessere
- Titolo originale: Whoever Heard of a Ghost Dying
- Diretto da: Ray Austin
- Scritto da: Tony Williamson

### Trama
Sapendo di Marty, un sindacato criminale, sotto mentite spoglie, assume Jeff per sorvegliare una banda di criminali, sapendo che userà Marty. Usando un anziano sensitivo, rilevano la presenza di Marty e fuorviano Jeff e la polizia.

## La casa della paura
- Titolo originale: The House on Haunted Hill
- Diretto da: Ray Austin
- Scritto da: Tony Williamson

### Trama
Jeff indaga su un furto di diamanti in cui è implicato il manager e minaccia Jeff di mentire sull'indagine. Mentre indaga anche su un'ossessione in un maniero di campagna, si scopre che dei trafficanti di diamanti lo stanno usando come nascondiglio.

## Lo psicanalista vede doppio
- Titolo originale: When did You Start to Stop Seeing Things
- Diretto da: Jeremy Summers
- Scritto da: Tony Williamson

### Trama
Jeff viene assunto da un'azienda per scoprire chi rivela informazioni in borsa, trovando Jeff fuori dal personaggio, e Marty scopre che il vero Jeff è stato catturato e quello finto è un impostore, che usa il suo status per condurre omicidi di personale finanziario. Marty usa un ipnotizzatore per salvare la situazione.

## Roulette che passione
- Titolo originale: The Ghost who Saved the Bank at Monte Carlo
- Diretto da: Jeremy Summers
- Scritto da: Tony Williamson

### Trama
Clara, zia di Marty, assume Jeff come guardia del corpo per un viaggio a Montecarlo, dove ha intenzione di vincere una grossa somma con un sistema di gioco d'azzardo da lui stesso ideato, ma vengono seguiti e sorvegliati da diverse bande per rubare i soldi.

## L'armadio del fantasma
- Titolo originale: For the Girl who Has Everything
- Diretto da: Cyril Frankel
- Scritto da: Donald James

### Trama
Jeff viene assunto da un cacciatore di fantasmi per indagare in un maniero dove la signora sembra essere perseguitata, fino a quando uno dei cacciatori di fantasmi non viene ucciso, e Jeff indaga su questo omicidio.

## Camera a sorpresa
- Titolo originale: But What a Sweet Little Room
- Diretto da: Roy Ward Baker
- Scritto da: Ralph Smart

### Trama
Jeff indaga sulla scomparsa della zia di una ricca giovane ereditiera, che muore subito investita. Jeff conduce le sue indagini da un medium precedentemente visitato dalla zia e usa Jeannie come esca per sventare un'operazione di furto in cui gli uomini della classe media rapinano ricche vedove uccidendole.

## Chi ha ucciso gli uccellini?
- Titolo originale: Who Killed Cock Robin?
- Diretto da: Roy Ward Baker
- Scritto da: Tony Williamson

### Trama
Jeff viene assunto da un amministratore immobiliare per indagare su una serie di morti di uccellini.

## Ritorno dall'aldilà
- Titolo originale: The Man from Nowhere
- Diretto da: Robert Tronson
- Scritto da: Donald James

### Trama
Jeannie si innamora ancora una volta dell'inganno di un altro uomo, questa volta fingendo di essere Marty. Sebbene sia estremamente colpita dalla sua conoscenza che Marty aveva una volta mentre visitavano l'abbazia di Woburn.

## Spirito o whisky?
- Titolo originale: When the Spirit Moves You
- Diretto da: Ray Austin
- Scritto da: Tony Williamson

### Trama
Jeff viene coinvolto con un truffatore e una scorta di $ 125.000 di obbligazioni rubate dagli Stati Uniti che un racket criminale sta cercando.

## Qualcuno cammina sulla mia tomba
- Titolo originale: Somebody Just Walked Over My Grave
- Diretto da: Cyril Frankel
- Scritto da: Donald James

### Trama
Marty trova qualcuno che scava intorno alla sua tomba, mandando Jeff a indagare sul cimitero e così facendo perdere i sensi diverse volte da un portatore di ascia del XVIII secolo.

## L'identificazione
- Titolo originale: Could You Recognise the Man Again?
- Diretto da: Jeremy Summers
- Scritto da: Donald James

### Trama
Quando Jeff e Jeannie trovano un cadavere nella loro macchina a un loro sconosciuto in cui l'uomo che hanno incontrato fuori era un assassino, Jeannie viene tenuta in ostaggio per impedire a Randall di confessare alla polizia e testimoniare in tribunale.

## Un arbitro neutrale
- Titolo originale: A Sentimental Journey
- Diretto da: Leslie Norman
- Scritto da: Donald James

### Trama
Jeff accetta di portare un oggetto di valore di $10.000 da Glasgow a Londra con l'espresso notturno, che in realtà è una bionda.

## Denaro da bruciare
- Titolo originale: Money to Burn
- Diretto da: Ray Austin
- Scritto da: Donald James

### Trama
A Randall viene offerto da un amico losco di prendere parte a un'operazione di salvataggio di denaro in cui 500.000 sterline di vecchi soldi devono essere inceneriti, ma vengono sostituiti con pezzi di giornale.

## Una lunga lunga storia
- Titolo originale: The Ghost Talks
- Diretto da: Cryil Frankel
- Scritto da: Gerald Kelsey

### Trama
Con Jeff in un letto d'ospedale con una gamba e un braccio ingessati, dopo essere caduto da un balcone mentre tentava di arrestare di casseforti, Marty coglie l'occasione per raccontargli un dramma di spionaggio che ha gestito da solo.

## Un'eredità pesante
- Titolo originale: It's Supposed to be Thicker than Water
- Diretto da: Leslie Norman
- Scritto da: Donald James

### Trama
Giocare al postino per consegnare una busta a un detenuto evaso sembra semplice a Jeff finché non scopre che contiene un invito all'omicidio e in poco tempo la sua stessa vita è in pericolo.

## Guai con le donne
- Titolo originale: The Trouble with Women
- Diretto da: Cyril Frankel
- Scritto da: Tony Williamson

### Trama
Jeff viene assunto da una donna per organizzare l'omicidio del marito.

## Una vendetta mancata
- Titolo originale: Vendetta for a Dead Man
- Diretto da: Cyril Frankel
- Scritto da: Donald James

### Trama
Un detenuto evaso in cerca di vendetta decide che poiché Marty è morto e la sua vedova dovrà soffrire.

## La suora
- Titolo originale: You Can Always Find a Fall Guy
- Diretto da: Ray Austin
- Scritto da: Donald James

### Trama
Jeff viene assunto per recuperare i fondi rubati da una suora che lo incastra.

## L'eredità
- Titolo originale: The Smile Behind the Veil
- Diretto da: Jeremy Summers
- Scritto da: Gerald Kelsey

### Trama
Marty s'imbatte in un misterioso omicidio.